# Генрих I д’Орлеан-Лонгвиль
Генрих I д’Орлеан-Лонгвиль (1568 — 8 апреля 1595, Амьен) — французский аристократ и военачальник, 7-й герцог де Лонгвиль и граф де Нёвшатель (1573—1595), пэр Франции, губернатор Пикардии, великий камергер Франции (1589—1595).

## Биография
Старший сын Леонора д’Орлеан-Лонгвиля (1540—1573), 6-го герцога де Лонгвиля (1551—1573), и Марии де Бурбон (1539—1601), герцогини де Эстутвиль и графини де Сен-Поль.
В августе 1573 года после смерти своего отца Леонора Генрих унаследовал титулы герцога де Лонгвиля и де Эстутвиля, принца де Шательайона и де Нёвшателя, графа де Дюнуа и де Танкарвиля.
Участник Религиозных войн во Франции. В правление Генриха III получил должность губернатора Пикардии. В мае 1589 года одержал победу над войском Католической лиги под Санлисом. После смерти французского короля Генрих III Валуа в августе 1589 года герцог Генрих де Лонгвиль признал новым королём Франции наваррского короля и лидера гугенотов Генриха IV Бурбона, который в том же году назначил командующим войсками в провинции Пикардия и великим камергером Франции. Освободил город Дьеп.
В апреле 1595 года был смертельно ранен от мушкетного залпа во время въезда в город Дурле и скончался в Амьене.

## Семья и дети
1 марта 1588 года женился на Екатерине де Гонзага (1568—1629), дочери Людовика де Гонзага (1539—1595), герцога Неверского (1565—1595), и Генриетты Клевской (1542—1601). Дети:
- Генрих II д’Орлеан-Лонгвиль (6 апреля 1595 — 11 мая 1663), 8-й герцог де Лонгвиль (1595—1663), пэр Франции и принц крови.